# 전국지방의료원연합회
전국지방의료원연합회(全國地方醫療院聯合會, The Korea Association of Regional Public Hospital ; KARPH)는 공공의료의 중추인 전국 지방의료원의 공동관심사항을 대변하고 병원운영과 발전을 지원함으로써 국민건강과 보건 향상에 기여하기 위하여 설립된 사단법인이다. 서울특별시 영등포구 여의도동 국회대로 750 금산빌딩 806호에 위치하고 있다.

## 연혁
- 1987년 12월 전국지방공사의료원연합회 법인 설립 (내무부 장관 인가)
- 1988년 1월 전국의료원 임상학술연구제도 시행
- 1988년 7월 31개 의료원 원무전산화 개시
- 1996년 5월 의료원 전산과 신설
- 2001년 9월 전국지방의료원 연보 및 재무재표편람 발행 개시
- 2005년 9월 지방의료원의 설립 및 운영에 관한 법률 시행규칙에 따라 지방의료원으로 전환
- 2005년 10월 보건복지부 소관 법인으로 재인가
- 2008년 11월 전국지방의료원연합회 부설연구소 설립

## 조직

### 감사

#### 사무총장

##### 기획운영부
- 기획홍보팀
- 공동구매팀

##### 정보화R&D부
- 연구개발1팀
- 연구개발2팀

##### 정보화사업부
- 정보화사업팀
- 정보화지원팀

## 소속기관
- 평생교육원
- 부설연구소

## 같이 보기
| - 강릉의료원 - 강진의료원 - 공주의료원 - 군산의료원 - 김천의료원 | - 남원의료원 - 대구의료원 - 마산의료원 - 목포의료원 - 부산의료원 | - 제주의료원 - 진주의료원 - 진안군의료원 - 천안의료원 - 청주의료원 - 충주의료원 | - 삼척의료원 - 서귀포의료원 - 서산의료원 - 서울의료원 - 속초의료원 | - 순천의료원 - 안동의료원 - 영월의료원 - 원주의료원 - 인천의료원 | - 포항의료원 - 홍성의료원 | - 울진군의료원 | - 경기도의료원 - 수원병원 - 안성병원 - 의정부병원 - 이천병원 - 포천병원 |